# 자웅동주
자웅동주(雌雄同株, monoecisous) 또는 일가화(一家花)는 한 식물에서 암수의 꽃이 모두 피는 식물이다.
자웅동주 식물은 대부분은 양성화가 피지만, 일부 식물은 단성화도 핀다.

## 식물의 성(性) 구분
- 양성화 (hermaphrodite, 한 꽃에 암술 수술이 모두 있음) : 포플러류, 주목, 호랑가시나무, 가죽나무,  고추, 무, 배추 등  대부분의 채소
- 단성화 (한 꽃에 암술 또는 수술만 있음) : 소나무, 오리나무, 삼나무, 호두나무, 참나무,  옥수수와 기타 박과 (호박, 오이, 수박, 호박 등) 작물[1]

## 같이 보기
- 자웅동체